# Primera guerra anglo-sij
La primera guerra anglo-sij fue el primer conflicto bélico que enfrentó al Imperio británico a través de la Compañía Británica de las Indias Orientales con el Reino Sij por el dominio del Punyab. La guerra se desarrolló desde el 11 de diciembre de 1845 hasta el 9 de marzo de 1846, alrededor de la región del Punyab. El curso de la guerra estuvo marcado por la traición de los comandantes del ejército sij. Esta concluyó con el Tratado de Lahore firmado el 9 de marzo de 1846 por el Gobernador general de la India Sir Henry Hardinge y dos oficiales de la Compañía Británica de las Indias Orientales por la parte inglesa y por el marajá Duleep Singh y siete representantes de Hazara por la parte sij. En sus términos el tratado confiscó treinta y seis cañones de campaña y reducía el tamaño del ejército sij y otorgaba el control del Río Sutlej y del río Beas a los británicos.

## Contexto
El marajá Ranjit Singh mantuvo una política de amistad cautelosa con los británicos, cediendo algún territorio al sur del río Sutlej, mientras que al mismo tiempo acumuló sus fuerzas militares tanto para detener la agresión de los británicos como para librar una guerra contra los afganos. Contrató a soldados mercenarios estadounidenses y europeos para entrenar a su artillería, y también incorporó contingentes de hindúes y musulmanes a su ejército.

## Desarrollo de la guerra

### Batalla de Mudki

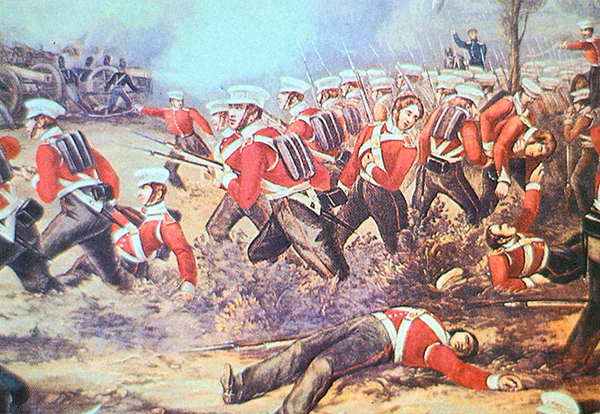
Batalla de Mudki.

El principal ejército británico y de Bengala , bajo su comandante en jefe, Hugh Gough, comenzó a marchar rápidamente desde sus guarniciones en Ambala y Meerut hacia Firozpur. Henry Hardinge acompañó al ejército, renunciando a su derecho al mando. Aunque la marcha tuvo lugar en la temporada de frío de la India, las tropas estaban envueltas en asfixiantes nubes de polvo y escaseaban el agua y la comida. Los británicos llegaron a Mudki, a 29 kilómetros de Firozpur, en la tarde del 18 de diciembre. Habiendo confiscado el grano de la aldea, comenzaron a preparar su primera comida adecuada durante algunos días. Una vanguardia del ejército sij, comandada por Lal Singh, visir del imperio sij, divisó los fuegos de cocina británicos y avanzó. El terreno era una llanura arenosa, con aldeas ocasionales y parches de matorrales.
A última hora de la tarde, los cañones sij abrieron fuego. Cuándo 30 de los cañones ligeros de Gough respondieron, la caballería sij intentó flanquear ambos flancos del ejército de Gough. Aunque la caballería irregular, los Gorchurras , eran la élite de los Khalsa, e individualmente muy hábiles (por ejemplo, ser capaces de lanzar una estaca del suelo a todo galope), eran comparativamente ineficaces contra los disciplinadas unidades británicas y bengalíes. Un contraataque de un regimiento de dragones ligeros británico derribó a muchos artilleros sijs, pero a su vez sufrió numerosas bajas de la infantería sij. Tras las acciones iniciales de caballería, la infantería británica y bengalí avanzó. En la creciente oscuridad y las nubes de humo y polvo, el avance se volvió rápidamente desordenado. Algunos regimientos de infantería de Bengala causaron bajas entre las unidades británicas con fuego confuso. Aunque superados en número cinco a uno, los sij Fauj-i-Ain (regulares) resistieron desesperadamente, y sus artilleros siguieron disparando ráfagas de metralla hasta que fueron invadidos.

### Batalla de Firozpur

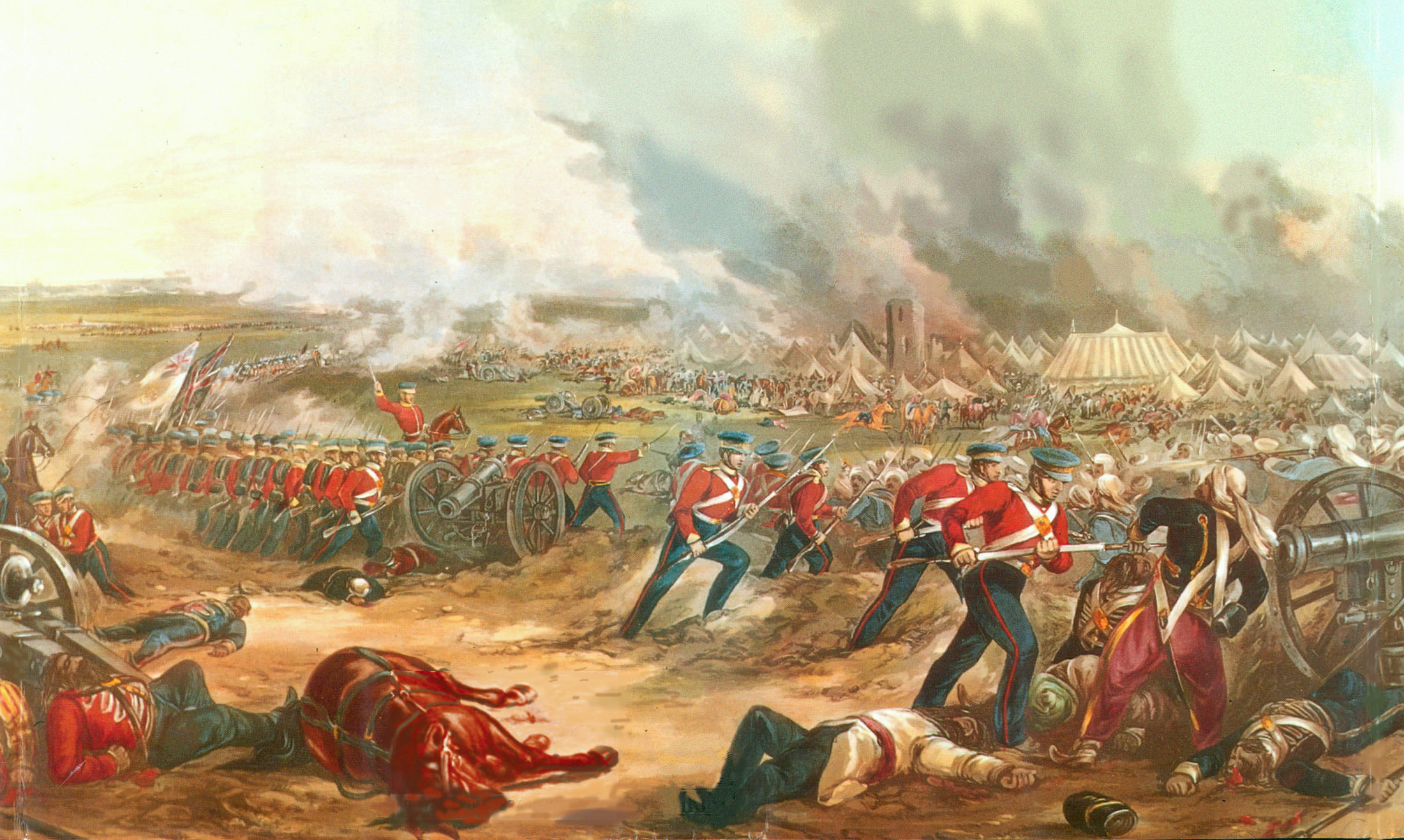
Batalla de Firozpur.

La acción desesperadamente reñida de Firozpur, cuando el ejército británico bajo Sir Hugh Gough obtuvo una victoria de los Sij los días 21 y 22 de diciembre de 1845, agotó los recursos de los conquistadores, y durante un mes sin aliento los redujo a la inacción.

### Batalla de Aliwal
La batalla de Aliwal fue librada el 28 de enero de 1846. Una fuerza de 10.000 soldados británicos e indios bajo el mando del general Sir Harry Smith se apoderó del ejército sij del Punjab conocido como el Khalsa (literalmente 'el puro') de 15.0000 soldados; liderado por Ranjur Singh. Las fuerzas sij ocuparon una posición arraigada entre las aldeas de Aliwal y Bhundri, cerca del río Sutlej. Smith expulsó a los sijs de Aliwal con su infantería y luego arremetió con su línea de apoyo de caballería y artillería. El 16° cuerpo de Lanceros cargaron varias veces durante la acción, rompiendo una serie de plazas de infantería sij y invadiendo una batería de artillería sij. Todas las armas de los sijs fueron capturadas o perdidas en el río. Gran parte de su equipaje y suministros también fueron capturados. Smith perdió 141 hombres muertos, 413 heridos y 25 desaparecidos. Durante sus cargas, el 16° Regimiento de Lanceros sufrió 140 bajas del total inicial de 300 hombres. Alrededor de 3.000 sijs fueron asesinados.
La victoria en Aliwal eliminó la amenaza para la retaguardia británica. Smith fue galardonado con el agradecimiento del Parlamento y el discurso del duque de Wellington. Al mismo tiempo fue nombrado Baronet por su generalidad; y como distinción especial las palabras "de Aliwal" fueron anexas al título.

### Batalla de Sobraon

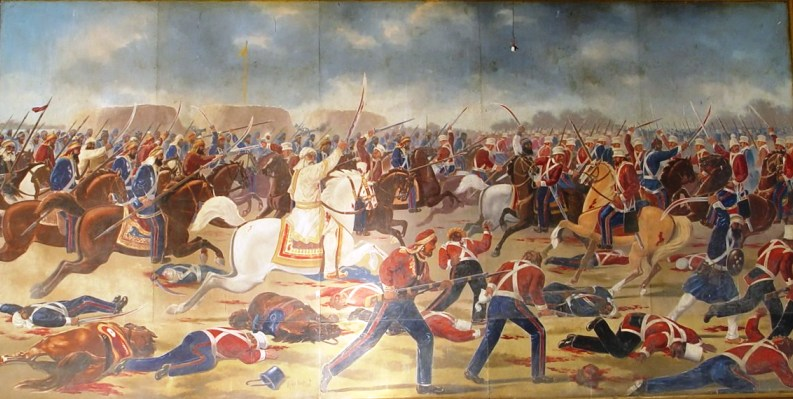
Batalla de Sobraon.

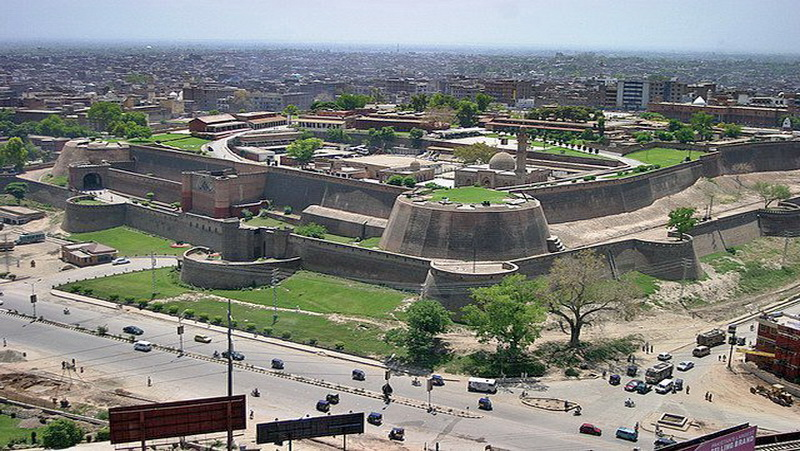
Tras la victoria británica, la Compañía Británica de las Indias Orientales se hizo con la fortaleza de Bala Hissar en Peshawar y la reconstruyó, recuperando su muralla exterior (1849).

## Consecuencias
En abril de 1848 se inició una nueva guerra, que terminaría el 30 de marzo de 1849 con la desaparición del Imperio Sij y la total anexión del Punjab a la Compañía Británica de las Indias Orientales.